# Wordfast
Wordfast es una herramienta de traducción asistida por computadora concebida como colección de macros para Microsoft Word, que posibilita el uso de memorias de traducción.
Originalmente, Wordfast se había desarrollado como sustituto competitivo de Trados. Por consiguiente, existe una relativa compatibilidad entre ambos productos, la cual, sin embargo, se limita a la importación y exportación de memorias de traducción en formato de texto, y a la creación de archivos bilingües en Microsoft Word. Por lo demás, se utilizan las mismas combinaciones de teclas para el trabajo diario del traductor.
El creador de este programa es el francés Yves Champollion.
En Yahoo! existen varios grupos de discusión al respecto.
La versión relativamente nueva del programa, Wordfast Pro, se basa en lenguaje de programación Java, y de este modo se convierte en una de las pocas herramientas de software para traducción que funcionan sin más medios auxiliares en distintos sistemas operativos además de Microsoft Windows, como Linux y Mac OS (otros programas de memorias de traducción son OmegaT y Heartsome Translation Suite).
Entre los usuarios de herramientas de traducción asistida por ordenador (TAO), Wordfast se ha convertido en un eficaz competidor de Trados. Algo que lo hace muy atractivo, es el hecho de que se puede utilizar gratuitamente en forma ilimitada, si bien limitado a memorias de traducción de 500 segmentos.
Desde 2006 está disponible el proyecto Very Large Translation Memory (VLTM) para memorias de traducción compartidas.

## Historia
Yves Champollion comenzó el desarrollo de la primera versión de Wordfast en París (Francia), en el año 1999. Esta primera versión estaba compuesta por una serie de macros que funcionaban con las versiones de Microsoft Word 97 y superiores. En aquel momento había otros programas que trabajan con memorias de traducción dentro de Microsoft Word, por ejemplo Trados
Hasta finales del año 2000, Wordfast classic (que era como se conocía a esta herramienta basada en MS-DOS) era software libre. Gracias al boca a boca, Wordfast creció hasta convertirse en el segundo programa de traducción con memorias más usado por los traductores.
En 2006 se fundó la compañía Wordfast LLC. Hasta esta fecha, Yves Champollion había desarrollado Wordfast en la medida de sus capacidades.
En enero de 2009, Wordfast publicó el Wordfast Translation Studio (Estudio de traducción Wordfast en español), este incluía los programas Wordfast classic y Wordfast professional y se trataba de una herramienta de traducción con memorias completa basada en Java. Estas dos herramientas se podían comprar individualmente o de manera conjunta. 
En mayo de 2010, Wordfast publicó una herramienta en línea gratuita conocida como Wordfast Anywhere. Esta herramienta le permite a los traductores trabajar en sus proyectos desde cualquier dispositivo que pueda navegar por internet como teléfonos inteligentes, PDA y tabletas. En julio de 2010, ya se habían registrado 5000 usuarios, y para noviembre de ese mismo año, el número de usuarios era de 10000.
En abril de 2016 Wordfast lanzó Wordfast Pro 4, una mayor actualización para su herramienta independiente basada en Java TM. Esta herramienta incluye funciones avanzadas de gestión de la traducción, incluyendo un editor WYSIWYG, el cual es capaz de crear paquetes de traducción multilingües, garantía de calidad en tiempo real y un poderoso filtro de edición de traducción.

## Tipos de Wordfast
Wordfast Classic
Wordfast Classic es un conjunto de macros que funcionan en Microsoft Word 97,u otro superior, en cualquier sistema operativo. Las versiones más recientes soportan funciones disponibles sólo en las versiones superiores de Microsoft Word, pero generalmente funcionan en Word 97. Un documento traducido en Wordfast Classic se convierte temporalmente en un documento bilingüe (contiene el texto original y la traducción en segmentos delimitados), adoptando un formato final mejorado. Este proceso de trabajo es similar a los antiguos Trados 5, WordFisher y Logoport.
La primera versión de Wordfast Classic se llamaba Wordfast versión 1 y fue desarrollada por Yves Champollion. Se distribuyó al público en 1999.
La versión 2 fue utilizada por la agencia de traducción Linguex, que adquirió un derecho de uso exclusivo de 9 meses para su personal interno y autónomos afiliados a finales de 1999. Durante este tiempo, Wordfast se expandió con funciones como el control de calidad basado en reglas y glosarios, y soporte de red. Después de la desaparición de Linguex, la versión 3 de Wordfast se publicó como una herramienta gratuita con que exigía registrarse.
A mediados de 2001, los desarrolladores de Wordfast firmaron un contrato de asociación con el grupo de traducción Logos, para la distribución del programa, bajo una empresa británica recién creada llamada Champollion Wordfast Ltd. Este contrato de asociación cesó en agosto de ese año después de que Logos no hubiera podido compartir su código fuente de software con el desarrollador de Wordfast, a pesar de haber obtenido acceso al código fuente de Wordfast mediante la interceptación de los correos electrónicos de los desarrolladores. Hasta el día de hoy, Logos todavía distribuye una versión anterior de Wordfast desde ese momento, y afirma que el derecho al nombre "Wordfast" o la distribución de nuevas versiones de él es propiedad suya.
Inicialmente, la versión 3 era un software gratuito, con registro obligatorio, usando un número de serie generado por el ordenador del usuario. En octubre de 2002, Wordfast se convirtió en un producto comercial con licencias de tres años a un precio de 170 euros para los usuarios de países "ricos" y 50 euros (85 euros más adelante) para los usuarios de otros países.
Wordfast Classic puede tratar con los siguientes formatos: cualquier formato qué Microsoft Word puede leer, incluyendo los archivos de texto sin formato, documentos de Word (DOC / DOCX), Microsoft Excel (XLS / XLSX), PowerPoint (PPT / PPTX), Rich Text Format (RTF) , etiquetado como RTF y HTML. No ofrece apoyo directo para los formatos OpenDocument porque las versiones actuales de Microsoft Word no tienen filtros de importación de archivos OpenDocument.
Wordfast anywhere
Wordfast Anywhere es una web gratuita basada en la versión de Wordfast, con unas interfaces de flujo de trabajo y de usuario similares a las del Wordfast Classic. Fue lanzado en mayo de 2010, aunque las versiones de desarrollo se pusieron a disposición del público ya en mayo de 2009. Antes de que el producto se lanzara por primera vez, no estaba del todo claro si seguiría siendo gratuito después del lanzamiento. 
A pesar de que el servicio es gratuito, se aplican ciertas restricciones:
- No más de 10 archivos fuente a la vez
- No más de 1 millón de unidades de traducción por cuenta
- No más de 100 000 unidades de traducción por memoria traducida
- No más de 100 000 entradas de glosario por cuenta
- La capacidad límite para cargar archivos es de 2MB, pero estos se pueden cargar en formato zip

La política de privacidad de Wordfast Anywhere es que todos los documentos subidos son confidenciales y no se comparten. Los usuarios pueden usar opcionalmente la traducción automática y acceder a una gran cantidad de memoria de traducción pública de sólo lectura.
Además de ser útil en tabletas como Windows Mobile, Android y Palm OS, Wordfast anywhere también está disponible como aplicación de iPhone. Desde abril de 2011 Wordfast Anywhere dispone de un reconocimiento óptico de caracteres de documentos PDF. 
Wordfast Anywhere puede tratar con documentos de Word (DOC / DOCX), Microsoft Excel (XLS / XLSX), PowerPoint (PPT / PPTX), Wordfast Anywhere can handle Word documents (DOC/DOCX), Microsoft Excel (XLS/XLSX), PowerPoint (PPT/PPTX), Rich Text Format (RTF), Text (TXT), HTML, InDesign(INX), FrameMaker (MIF), TIFF (TIF/TIFF) y ambos editables y OCR disponible en PDF. No ofrece soporte para los formatos OpenDocument.
Wordfast Pro
Wordfast Pro es una memoria de traducción independiente una herramienta de memoria de traducción multiplataforma (Windows, Mac, Linux), que permite a los traductores trabajar en un ambiente bilingüe, hacer uso del contenido traducido anteriormente y acceso a bases de datos terminológicas. Los directores de proyecto pueden usar Wordfast Pro para realizar funciones de procesamiento avanzadas de pre/ post-traducción, incluyendo documentos de pre-traducción, análisis de lotes y garantía de calidad.
Wordfast Pro puede tratar con documentos (DOC/DOCX), Excel (XLS/XLSX), PowerPoint (PPT/PPTX), Visio (VSD/VDX/VSDX), Portable Object files (PO), Rich Text Format (RTF), Text (TXT), HTML (HTML/HTM), XML, ASP, JSP, Java, InDesign (INX/IDML), InCopy (INC), FrameMaker (MIF), Quark (TAG), Xliff (XLF/XLIFF), SDL Trados (SDLXLIFF/TTX) y PDFs editables. No ofrece soporte para los formatos OpenDocument.
Herramientas adicionales
Un conjunto de herramientas gratuitas diseñadas para ayudar a los traductores WFC realizar funciones avanzadas específicas como: extracción de texto y alineación.
Proyecto VLTM (Very Large Translation Memory)
Los usuarios pueden aprovechar el contenido de una extensa TM pública, o crear un grupo privado de trabajo donde puedan compartir memorias de traducción entre los traductores del mismo grupo.
Wordfast Server
Wordfast Server (WFS) es una aplicación de seguridad de TM del servidor que funciona combinando Wordfast Classic, Wordfast Pro, o ESES para permitir el intercambio de TMs a tiempo real entre los traductores ubicados en cualquier parte del mundo.
WFS es compatible con memorias de traducción en formato TMX o Wordfast TM (txt), aprovecha hasta 1,000 TMs que contienen 1 billón de TUs cada una y lo utilizan 50,000 usuarios a la vez.